# Борткевич Сергій Едуардович
Сергі́й Едуа́рдович Бортке́вич (16 (28) лютого 1877, Благодатне — 25 жовтня 1952, Відень) — видатний український композитор польського походження, піаніст і педагог.

## Біографія

### Дитячі роки. Навчання у Петербурзі та Лейпцигу
Сергій Борткевич народився в Харкові 1877 року в сім'ї поляка Едуарда Борткевича, дворянина родом з Вітебська та власника винокурного заводу. Борткевичі жили в Харкові на розі вулиці Сумської та Мироносицької площі. Також вони мали невеликий маєток у селі Артемівка (зараз місто Мерефа), там Едуард Борткевич викупив винокурний завод (нині Артемівський спиртовий завод). Мати Софія Казимирівна Борткевич закінчила в Харкові музичне училище. Вона організувала Товариство піклування про нужденних учнів Харківського музичного училища і стала його головою. Гімназисткою виконати декілька п'єс у концерті для царської сім'ї Олександра ІІ, яка на той час відвідала Харків. Саме Софія Казимирівна й дала початкову музичну освіту своїм чотирьом дітям: Володимиру, Євгенії, Сергію та Вірі. Композитор згадував згодом: «Ще дитиною мене водили на симфонічні концерти, і я мав можливість знайомитися з деякими видатними творами музичного мистецтва, які потім виконували в нас вдома на роялі в чотири руки». Великий вплив на Сергія мала зустріч з Антоном Рубінштейном та Петром Іллічем Чайковським.
Сергій навчався в 3-й Харківській гімназії та музичному училищі в Іллі Слатіна. Пізніше вступив на юридичний факультет Петербурзького університету й одночасно — до Петербурзької консерваторії, де його вчителями були Анатолій Лядов та Глазунов. Навчання закінчити не вдалося: влада закрила університет через революційні настрої серед студентства. Адміністрація продовжила навчання на один рік та Борткевич вирішує залишити університет. Оскільки, щоб отримати дозвіл на виїзд за кордон, потрібно було відбути військову службу, він записався добровольцем до полку Олександра Невського. Восени 1899 р. розпочав військову службу в Петербурзі, яка тривала недовго. Через кілька місяців він важко захворів і довго лікувався у військовому шпиталі. Після одужання був звільнений з військової служби і навесні 1900 року залишив Петербург.
Борткевич продовжує музичну освіту в Німеччині в Лейпцизькій консерваторії в учня Ференца Ліста Альфреда Райзенауера. З 1902 року виступав з концертами, гастролював. Цього ж року отримав премію Шумана післи закінчення навчання.
Одружився у липні 1904 році з Єлизаветою Гераклітовою, подругою його сестри Віри. У шлюбі дітей не мали. 

### Перший берлінський період (1904—1914)
З дружиною переїжджає в Берлін, де впродовж 1904–1914 рр. викладав у Консерваторії Клінворта-Шарвенка в Берліні. Там він познайомився з дордрехтським піаністом і композитором Гуго ван Даленом (1888—1967), з яким товаришував до самої смерті.
У цей час зробив перші композиторські кроки. Свій перший фортепіанний концерт (тв. 1) Борткевич знищив після прем'єри 1906 року. Другий твір не був опублікований, а твір № 3 був опублікований Данієлем Ратером у 1906 в Лейпцигу.

### Перша світова та біженство у Константинополі

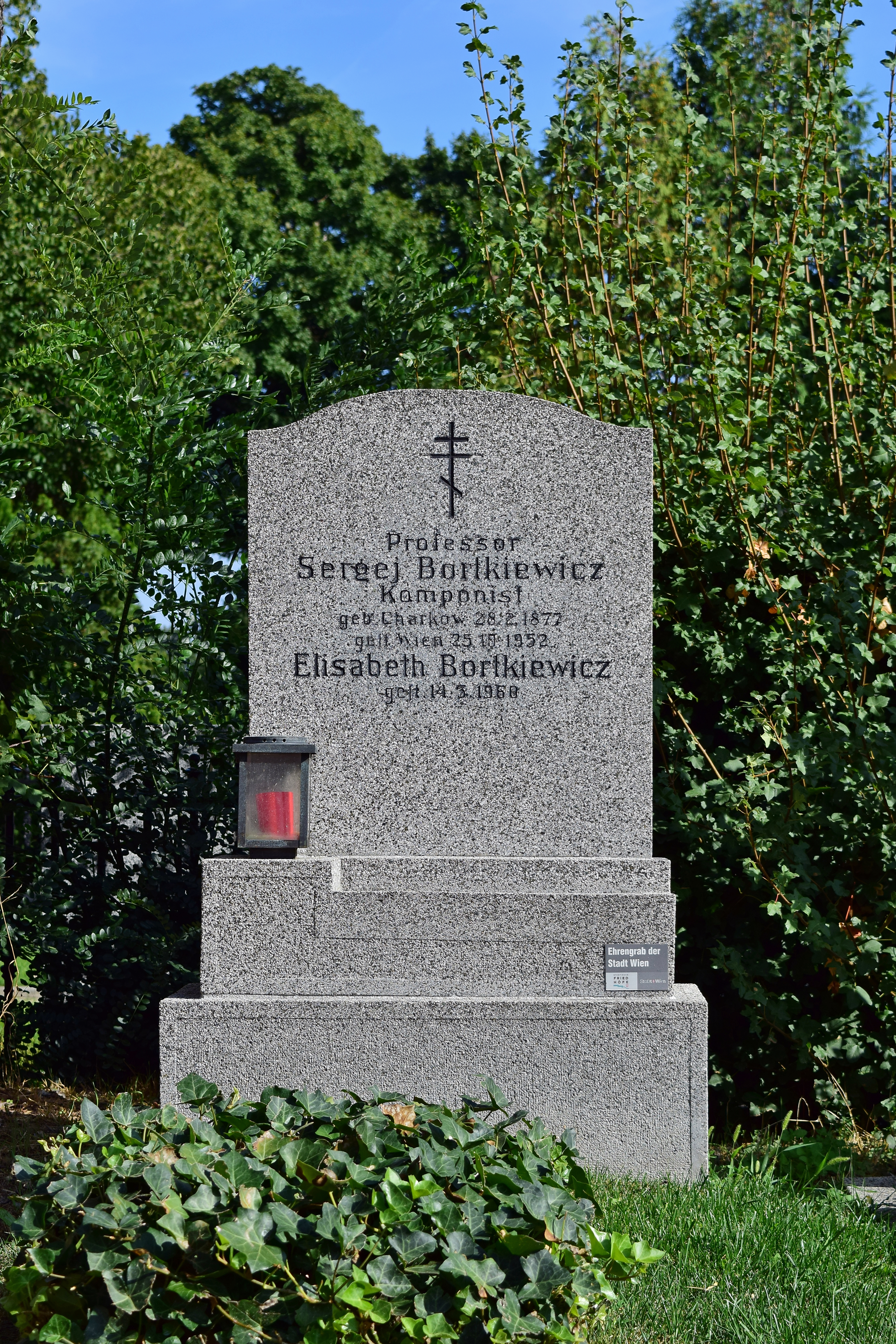
Wiener Zentralfriedhof — Gruppe 30A — Grab von Sergei Bortkiewicz

У 1914 році, на початку Першої світової війни, був висланий із Німеччини й повернувся до рідного Харкова, де давав приватні курси фортепіано та концертував у дуеті зі скрипалем Францішеком Шміттом (Франк Сміт).

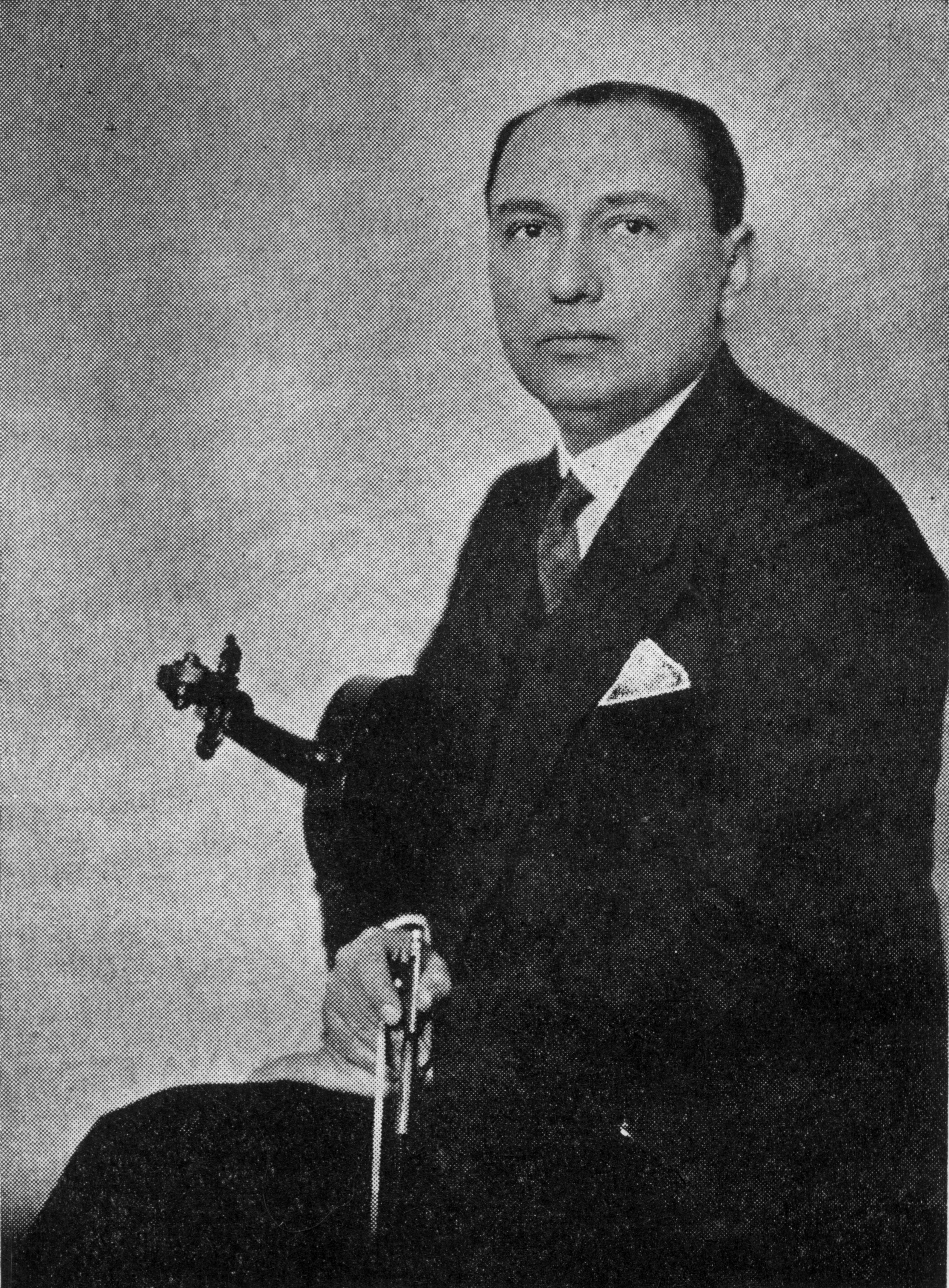
Frank Smit the violinist

Після приходу до влади більшовиків заарештований моряками як представник «буржуазії». Сімейні заводи та батьківський будинок за адресою вул. Сумська, 28, що слугував композиторові домівкою понад 40 років, були націоналізовані, маєток — пограбований. У листопаді 1920 року заради безпеки сім'ї був змушений виїхати через Крим у Константинополь, а звідти в Німеччину, маючи при собі лише валізу з нотами та 20 доларів (~1,5 млн. карбованців). У Константинополі почав давати концерти та приватні уроки. З одеським піаністом Барщанським відкривають свою музичну школу. Незважаючи на хороші умови життя в Константинополі, Борткевич прагнув жити в Європі. У серпні 1921 року він писав ван Далену: 
«Звичайно, я всім серцем прагну Європи, музики, культури, мистецтва. У цьому плані справи йдуть дуже жалюгідно. Гарні лише місце та клімат». 
Завдяки допомозі посла Югославії композитор і його дружина отримали нансенівський паспорт і змогли отримати візу до Югославії. Борткевич з дружиною прибув до Софії через Белград, де їм довелося чекати деякий час, перш ніж отримати австрійську візу.
З 1922 року замешкав у Відні. Завдяку товаришу з Петербурга Павлу (Паулю) де Кону знайомиться з віденським музичним середовищем та видавцями. Також з його допомогою у 1925 році подружжя отримало австрійське громадянство.
Під час бомбардування Берліну в 1945 році в його будинок влучила бомба. Відтоді вважали, що разом із багатьма творами Борткевича були втрачені обидві його симфонії, проте їхні рукописи згодом віднайшов у каліфорнійській бібліотеці англійський ентузіаст Мелкома Баллана.
Помер у Відні в жовтні 1952 року. Єлизавета Гераклітова-Борткевич — 9 березня 1960 року. Обоє поховані на Віденському центральному кладовищі.

## Творчість
Борткевич називав себе романтиком і мелодистом й відчував огиду до того, що він називав сучасною, атональною та какофонічною музикою. Борткевич побудував свій музичний стиль на звуці Шопена та Ліста із безумовним впливом Чайковського, Рахманінова, раннього Скрябіна та Блуменфельда. Як і Метнер, основні характеристики його стилю вже були присутні в його ранніх композиціях приблизно з 1906 року, хоча з 1925 року його твори ставали все більш особистими та ностальгічними. Через характер музичних творів композитора називають «останнім романтиком» й відносять до представників так званого неоромантизму в музиці.

В інтерв'ю Welt am Abend 26 червня 1948 року Борткевич казав: 
«Мене часто називали епігоном Чайковського, але це не так: я, звісно, створюю музику в атмосфері Чайковського і цілком можу зарахувати себе до романтиків, проте, я зберіг свій особистий характер. Сьогодні, схильні вважати всіх мелодистів епігонами. Звичайно, це дуже часто хибно. Для мене, романтизм — це не безкровна інтелектуальна відданість програмі, а вираження мого найглибшого розуму та душі».
У 1922 році отримує замовлення на концерт для лівої руки від Пауля Вітгенштайна. Піаніст замовляв твори з правом ексклюзивного виконання, тож не був опублікований за життя музикантів. Вітгенштайн багато концертував з цим твором. Зокрема, знаємо, що він виконав цей концерт у Києві у 1930 році. Після успіху твору Борткевич написав ще один твір для цього піаніста — Російську рапсодію для фортепіано та оркестру тв. 45. На жаль, твір досі не опублікований і знаходиться у нових власників архіву Вітгенштайна. Пізніше Борткевич переписав свою «Російську рапсодію» для двох рук.
Творчий доробок Сергія Борткевича становить 74 твори, 15 з яких досі вважаються втраченими. Багато творів були віднайдені, зокрема, завдяки зусиллям Мелкома Баллана (Велика Британія), доктора філософії Бомбейського університету Багвана Тадані (Bhagwan Nebhraj Thadani), який проживає зараз у Вінніпегу і понад 30 років вивчає творчість Сергія Борткевича та Валтера Калктмана (Нідерланди).
Завдяки Гуго ван Далену, близькому другові композитора, ми все ще можемо насолоджуватися музикою Борткевича та дізнаватися про його життя з багатьох листів, які він надсилав піаністу. Коли ван Дален помер у 1967 році, його родина заповіла рукописи кількох композицій, письмову автобіографію «Erinnerungen», а також низку листів і друкованих партитур до Міського музею у Гаазі, колекцію, яку пізніше передали до Nederlands Muziek Instituut у Гаазі.

## Виконання
У так званий радянський час творчість Сергія Борткевича була майже невідомою на Батьківщині. Однак, починаючи з 2000 року, завдяки дириґентові та фанату Борткевича Миколі Сукачу і створеному ним симфонічному оркестрові «Філармонія» його ім'я стає знаним. Прем'єра Першої симфонії ре-мажор тв. 52 «З моєї Батьківщини» Сергія Борткевича, написаної у 1935—1936 роках, відбулася в Україні в середині травня 2000 року. Прем'єра Першого концерту Сергія Борткевича в Україні відбулася в травні 2000 року. Тоді це був авторський проєкт заслуженого артиста України киянина Миколи Сука, який тепер живе у США. Він же «роздобув» для чернігівського симфонічного оркестру «Філармонія» (художній керівник і диригент заслужений діяч мистецтв України Микола Сукач) партитуру неопублікованої Першої симфонії. Третю частину фортепіанного концерту в Національному палаці «Україна» виконав оркестр «Філармонія» у жовтні 2000 року. «День» (№ 83, 15 травня 2001 р.) повідомляв про повернення в Україну музики співвітчизника. І було б абсолютно нелогічним не продовжити захопливе дослідження творчості чудового композитора, чиє ім'я практично невідоме не лише українським любителям музики, а й музикознавцям. Завдяки публікації в Україну повертаються ще два твори Сергія Едуардовича: Концерт № 3 тв. 32 для фортепіано з оркестром і Російська рапсодія для фортепіано з оркестром тв. 42.
У 2018 році український піаніст Павло Гінтов зробив запис камерних творів Борткевича.

## Цікавинки
- Другий фортепіанний концерт Борткевича для лівої руки (тв. 28) був написаний для австрійського піаніста Поля Віттгенштейна, що втратив праву руку в Першій світовій війні. Прем'єра концерту відбулася у 1923 у Відні.
- З дружиною мали собаку Бобі породи шелті.